# ESA/390
ESA/390 （Enterprise Systems Architecture/390、エンタープライズ・システム・アーキテクチャ/390）は、IBMが1990年に発表したアーキテクチャである。
ESA/390は、IBMの最後の31ビットアドレス/32ビットデータのIBMメインフレーム用のアーキテクチャであり、アムダール、日立製作所、富士通などが互換機を製造した。System/370およびS/370-XA、ESA/370の後継であり、2000年に64ビットのz/Architectureに引き継がれた。
ESA/390アーキテクチャをサポートしたマシンは、1990年代にIBM S/390のブランドで販売された。IBM S/390シリーズはCPUの実装に最初はバイポーラを採用し、後にCMOSに移行した。

## オペレーティングシステム
OS/390、VM/CMS、VSE、Linux/390など、System/370 でサポートされた全てのオペレーティングシステムがサポートされた。

## 参照
1. ↑  http://publib.boulder.ibm.com/cgi-bin/bookmgr/BOOKS/DZ9AR006/1.1?DT=19990630131355 Enterprise Systems Architecture/390 Principles of Operation. IBM Publication No. SA22-7201. Retrieved on 17-09-2007.